# Gmina Portland (hrabstwo Cerro Gordo)

Położenie Gminy Portland w hrabstwie Cerro Gordo

Gmina Portland (ang. Portland Township) – gmina w USA, w stanie Iowa, w hrabstwie Cerro Gordo. Według danych z 2000 roku gmina miała 331 mieszkańców, a jej powierzchnia wynosi 83,96 km².